# Ангелюк Олесь Антонович
Оле́сь Анто́нович Ангелю́к  (17 серпня 1921, м. Новочеркаськ, нині Ростовської області, РФ — 18 грудня 2008, Дубляни (Львівська область))  —  український громадський діяч, літератор, публіцист.

## Біографія
Батько Олеся походив із с. Крогулець (нині Гусятинського району), закінчив Тернопільську гімназію. 1915 переїхав на Наддніпрянську Україну, потім — на Прикавказзя.
Олесь навчався у Новочеркаському індустріальному та Ставропольському сільськогосподарському інститутах. 15 квітня 1943 заарештований НКВС, 23 березня 1944 засуджений на 10 р. ВТТ за «агітацію з метою приєднання Ставропілля і Кубані до України».
Звільнений 1953. Вступив на перший курс механіко-машинобудівного факультету Грузинського політехнічного інституту, після закінчення вишу працював проєктувальником у м. Руставі та м. Ставрополь.
Від грудня 1982 жив у Тернополі, працював конструктором на заводі залізобетонних конструкцій. Був членом літоб'єднання при обласній організації СПУ, ТУМ, «Меморіалу», Крайової ради НРУ.
1990 переїхав у м. Дубляни біля Львова. Член політради Львівської організації Спілки політв'язнів України, від 1992 — редактор часопису «Нескорені».

## Творчість
Поезії, новели, нариси, статті Ангелюк опубліковані в журналах «Дзвін», «Біль», «Зона», «Тернопіль», газетах «Відродження», «Дзвін», «Русалка Дністрова» та інших виданнях.
Автор зб. поезій «Спадок» (Л.: ФІРА-люкс, 1996), «Усе життя — розлукою було» (Т., 1997), спогадів про В. Стуса і Б. Антоненка-Давидовича.